# Гайдук Сергій Анатолійович
Сергі́й Анато́лійович Гайду́к (25 липня 1963, Вільногірськ, Українська РСР, СРСР) — віцеадмірал, командувач ВМС України (7 березня 2014 — 15 квітня 2016; з 2 по 7 березня 2014 — в. о.).

## Життєпис
Обіймав посади начальника служби протичовнової боротьби штабу ВМС України, начальника Центру пошукових і аварійно-рятувальних робіт — начальника пошуково-рятувальної служби ВМС ЗС України, відтак — заступник начальника штабу ВМС ЗС України з бойового управління, перший заступник начальника штабу ВМС ЗС України, заступник командувача з логістики — начальник логістики ВМС ЗС України.
Учасник бойових дій з 2003. Керівник операцій з пошуку та знищення вибухонебезпечних предметів часів 1-ї та 2-ї світових війн в акваторії Чорного та Азовського морів.
У 2004—2006 керував ліквідацією надзвичайних ситуацій: зняття з мілини танкера «Южний» (водотоннажність 10 000 тонн) та суховантажу «Алушта» (водотоннажність 3500 тонн) з рейду порту Севастополь і відвернення екологічних катастроф.
У січні 2007 керував ліквідацією надзвичайної ситуації з відбуксування російського судна «Одіск» під прапором Сьєрра-Леоне з небезпечним вантажем із порту Ялта і відвернення екологічної катастрофи. Нагороджений почесною грамотою Президії Верховної Ради Автономної Республіки Крим.
2 березня 2014 року після зради командувача ВМС України контрадмірала Дениса Березовського призначений в.о. командувача ВМС України, а з 7 березня 2014 року — командувачем ВМС України.
23 серпня 2014 присвоєно військове звання віцеадмірала.
15 квітня 2016 звільнений з посади командувача ВМС України і зарахований у розпорядження Міністра оборони України (наказ Міністра оборони України від 18.04.2016 № 328).
У вересні 2017 зарахований до аспірантури Національної академії державного управління при Президентові України для підготовки здобувачів вищої освіти ступеня доктора філософії за спеціальністю «Публічне управління та адміністрування» (наказ від 28.09.2017 № 700-ос).
У жовтні 2017 звільнено з лав ЗС України у запас у зв'язку з проведенням організаційних заходів (наказ Міністра оборони України від 02.10.2017 № 691).
У грудні 2017 отримав Свідоцтво про визначення рівня володіння англійською мовою відповідно до стандарту НАТО STANAG 6001 рівень — 2222 (Свідоцтво КІМ № 002822 від 28.12.2017).
У лютому 2018 обрано головою громадської організації «Асоціація ветеранів ВМС України».

## Нагороди
- Державна нагорода — медаль «За військову службу Україні» (20 серпня 2003) — за значний особистий внесок у соціально-економічний і культурний розвиток України, зразкове виконання службового обов'язку, вагомі здобутки у професійній та громадській діяльності.
- Відзнака Міністра оборони України «Доблесть і честь» (19 серпня 2005) — за розмінування авіаційної донної міни часів Другої світової війни на внутрішньому рейді порту Севастополь.
- Відзнака Міністерства оборони України «Знак пошани» (24 серпня 2007) — за значний особистий внесок у справу перебудови, розвитку і забезпечення життєдіяльності ЗС, зразкове виконання військового обов'язку, високий професіоналізм та розмінування донної міни часів Другої світової війни на внутрішньому рейді порту Севастополь.
- Відзнака Міністерства оборони України «Ветеран військової служби» (16 лютого 2007).
- Відзнака Міністерства України з питань надзвичайних ситуацій та у справах захисту населення від наслідків Чорнобильської катастрофи «За відвагу у надзвичайній ситуації» ІІ ступеня (7 вересня 2007) — за ліквідацією надзвичайної ситуації та відвернення екологічної катастрофи порту Ялта.
- Медаль «За сприяння в охороні державного кордону України» (15 березня 2007) — за підйом затонулого судна на рейді порту Балаклава (пскр «Поділля») та ліквідацію надзвичайної ситуації по відвернення екологічної катастрофи.
- Почесний нагрудний знак начальника Генерального штабу — Головнокомандувача Збройних Сил України «За досягнення у військовій службі» ІІ ступеня (12 липня 2010)
- Відзнака «Іменна вогнепальна зброя» — наказ Міністра оборони України від 04.07.2015 року № 480.